# سانیک یوث
سانیک یوث (به انگلیسی: Sonic Youth) نام گروه آلترنیتیو راک آمریکایی است که در سال ۱۹۸۱ در شهر نیویورک شروع به کار کرد. در سال‌های اولیه سبک سانیک یوث به موسیقی نو ویو نیویورک نزدیک تر بود.

## آلبوم‌ها

### آلبوم‌های استودیویی
- Sonic Youth ۱۹۸۲
- Confusion Is Sex ۱۹۸۳
- Bad Moon Rising ۱۹۸۵
- Evol ۱۹۸۶
- Sister ۱۹۸۷
- Daydream Nation ۱۹۸۸
- Goo ۱۹۹۰
- Dirty ۱۹۹۲
- Experimental Jet Set, Trash and No Star ۱۹۹۴
- Washing Machine ۱۹۹۵
- A Thousand Leaves ۱۹۹۸
- NYC Ghosts & Flowers ۲۰۰۰
- Murray Street ۲۰۰۲
- Sonic Nurse ۲۰۰۴
- Rather Ripped ۲۰۰۶
- The Eternal ۲۰۰۹